# Marc Alaimo
Michael Anthony „Marc“ Alaimo (* 5. května 1942 Milwaukee, Wisconsin) je americký herec.
Jako herec se ve filmu a televizi objevuje od roku 1972, obsazován je především do rolí záporáků. Postupně se objevil např. v seriálech Kojak, Gunsmoke, Baretta, The Bionic Woman, Starsky and Hutch, Knight Rider, Quincy, M.E., The Greatest American Hero, The Incredible Hulk, Quantum Leap, Griffinovi, Walker, Texas Ranger nebo Poldové z Hill Street. Hrál též v několika filmech, vystoupil např. ve sci-fi Poslední hvězdný bojovník (1984), v komedii Bláznivá střela 33 a 1/3: Poslední trapas (1994) či akčních snímcích Sázka na smrt (1988), Total Recall (1990) a Tango a Cash (1989).
V několika rolích se objevil ve Star Treku. V epizodě „Opuštěný mezi námi“ (1987) seriálu Star Trek: Nová generace hrál Badara N'D'D . V tomto seriálu dále ztvárnil také romulanského komandéra Teboka (epizoda „Neutrální zóna“; 1988), cardassijského gula Maceta (epizoda „Zraněný“; 1991) a Fredericka La Rouque (epizoda „Šíp času“; 1992). Je známý především jako gul Dukat, pravidelná vedlejší postava v navazujícím seriálu Star Trek: Stanice Deep Space Nine, kterého hrál mezi lety 1993 a 1999.
V roce 2006 daboval postavu Raye McCalla v počítačové hře Call of Juarez, přičemž tuto roli si zopakoval i v prequelu Call of Juarez: Bound in Blood (2009).